# Janova Ves (Pohorská Ves)
Janova Ves (německy Johannesdorf) je částečně zaniklá vesnice, místní část a základní sídelní jednotka obce Pohorská Ves v okrese Český Krumlov. Nachází se na rozhraní Novohradských hor a Novohradského podhůří, v nadmořské výšce 705 m, asi 7 km jihozápadně od Pohorské Vsi. V místě osady se v současnosti nachází objekt rodinné farmy. Janova Ves stojí v katastrálním území Dolní Příbraní.

## Historie
Janova Ves vznikla v letech 1760–1765 z nařízení hraběte Jana Nepomuka Buquoye, po němž byla pojmenována. V roce 1921 měla 82 obyvatel v 16 domech. Dochoval se pomník obětem 1. a 2. světové války; ve válkách padlo 13 občanů obce.

## Galerie

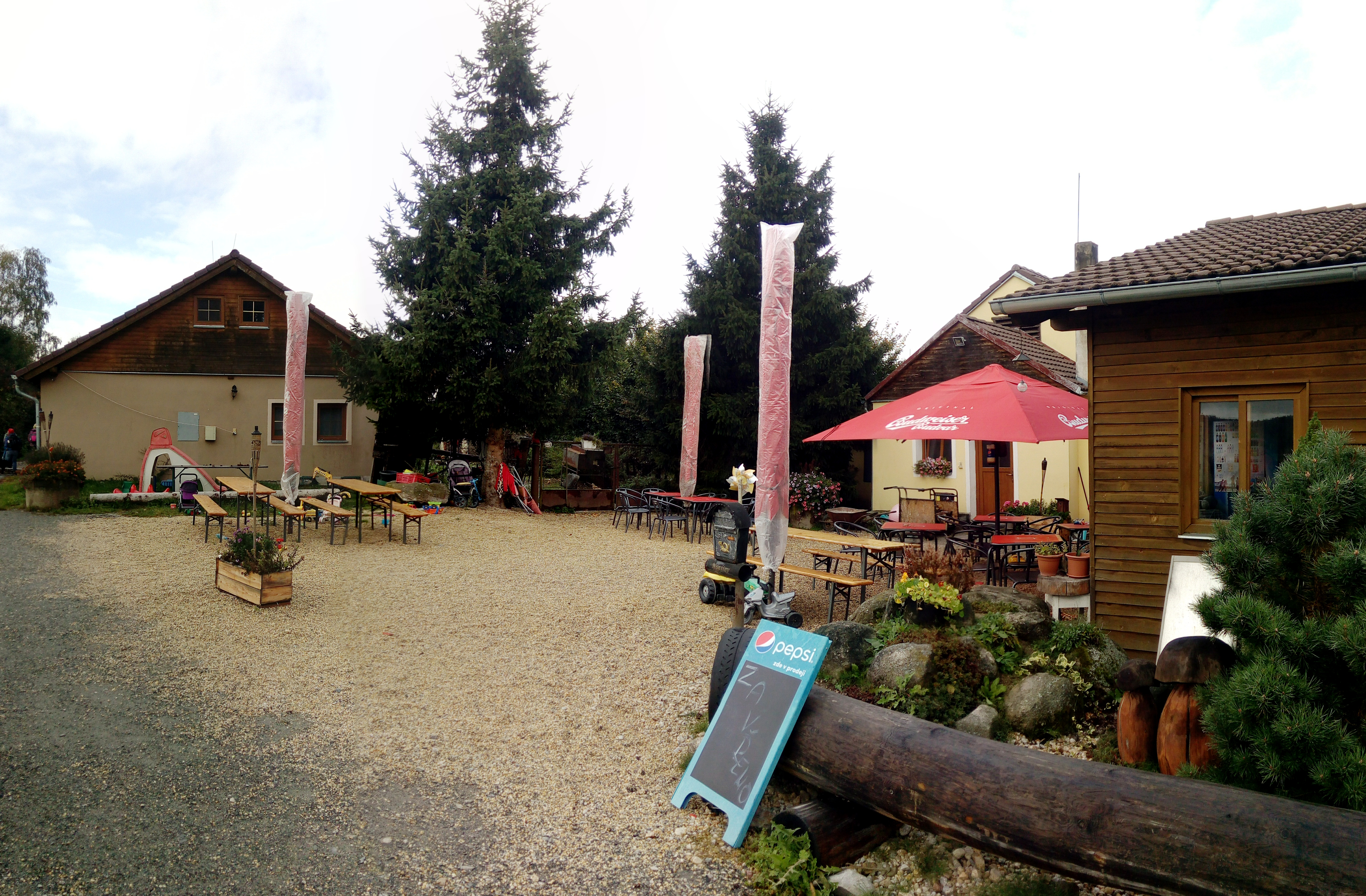
Stavení č. 30
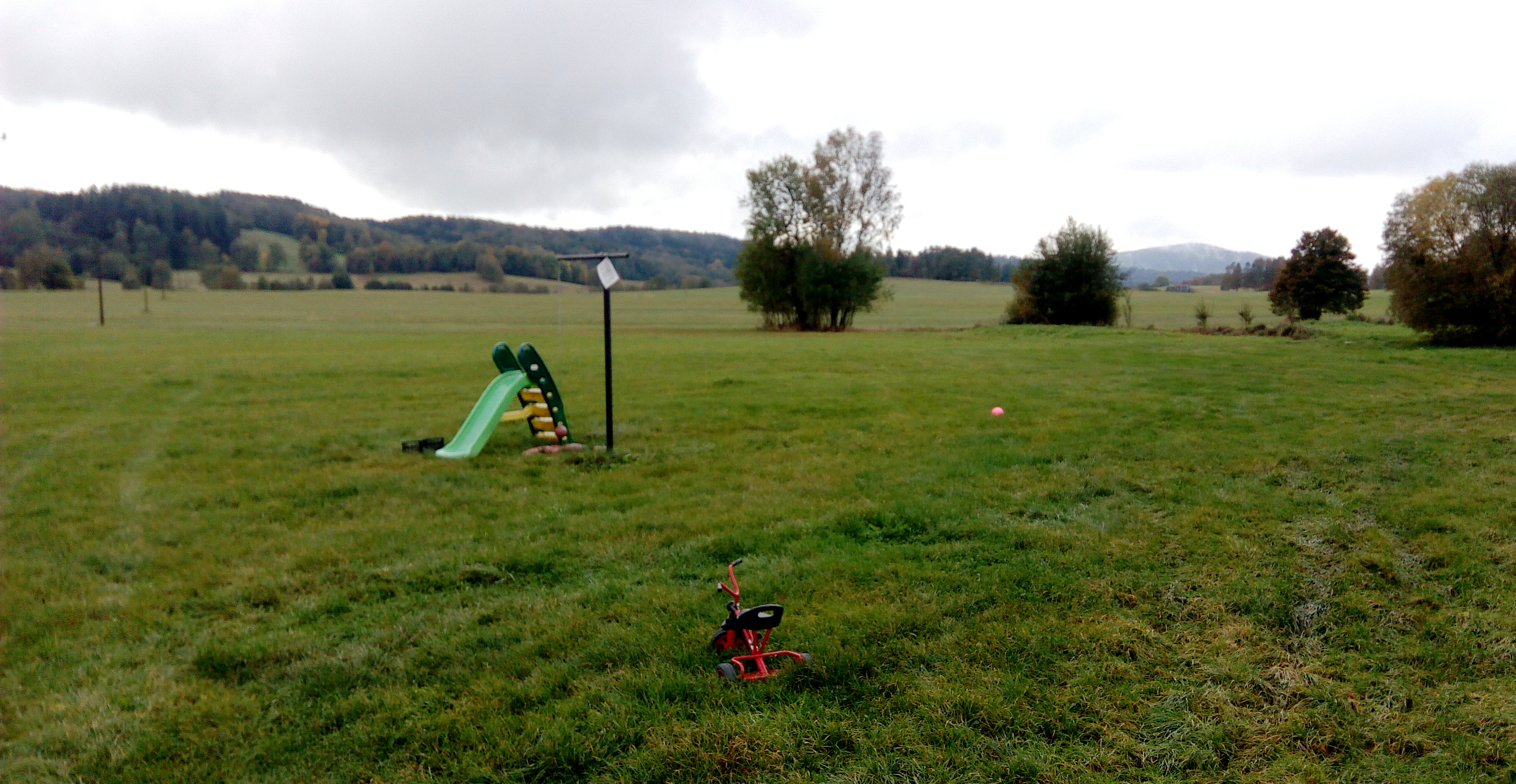
Dětské hřiště
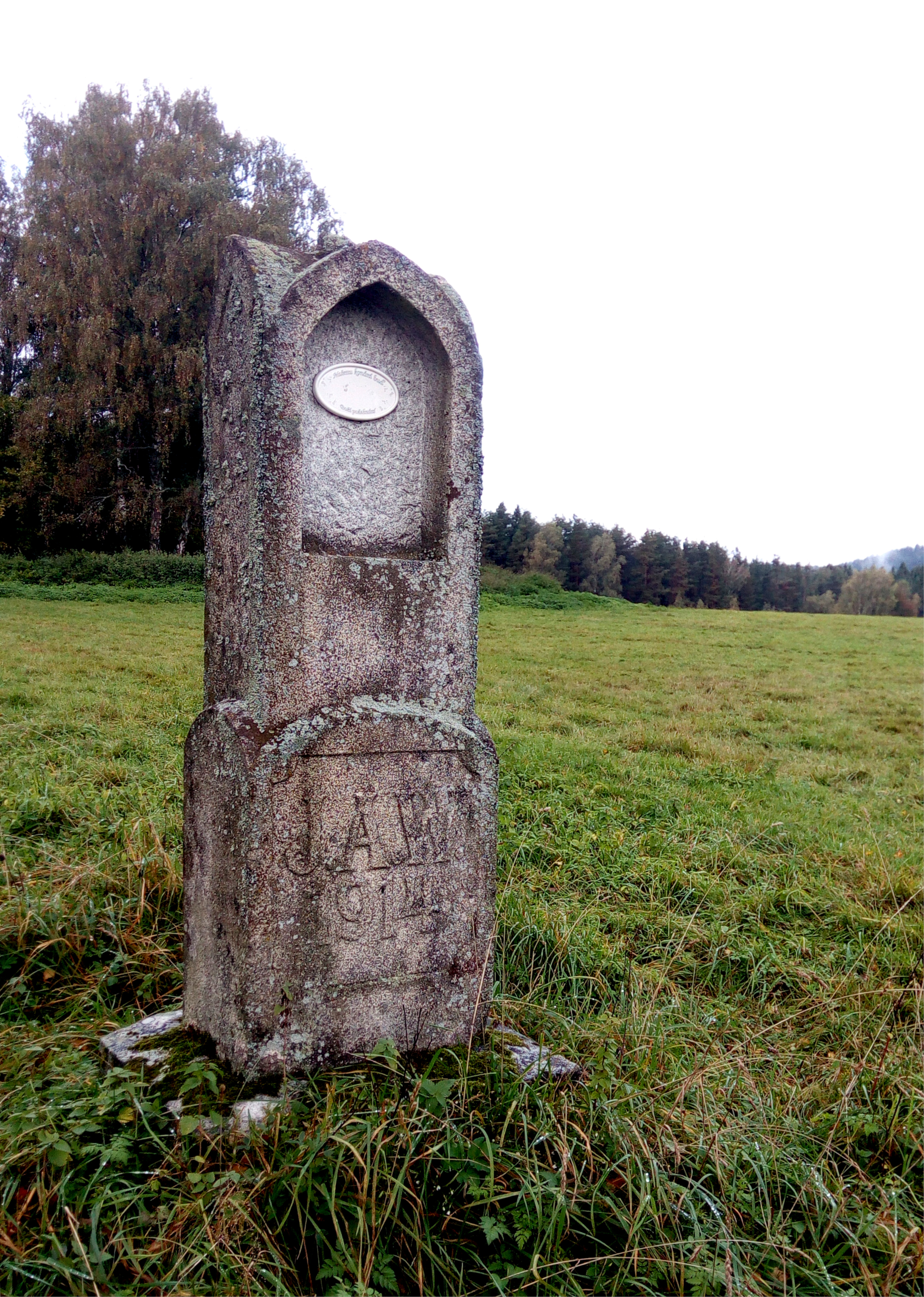
Kaplička s datací 1914
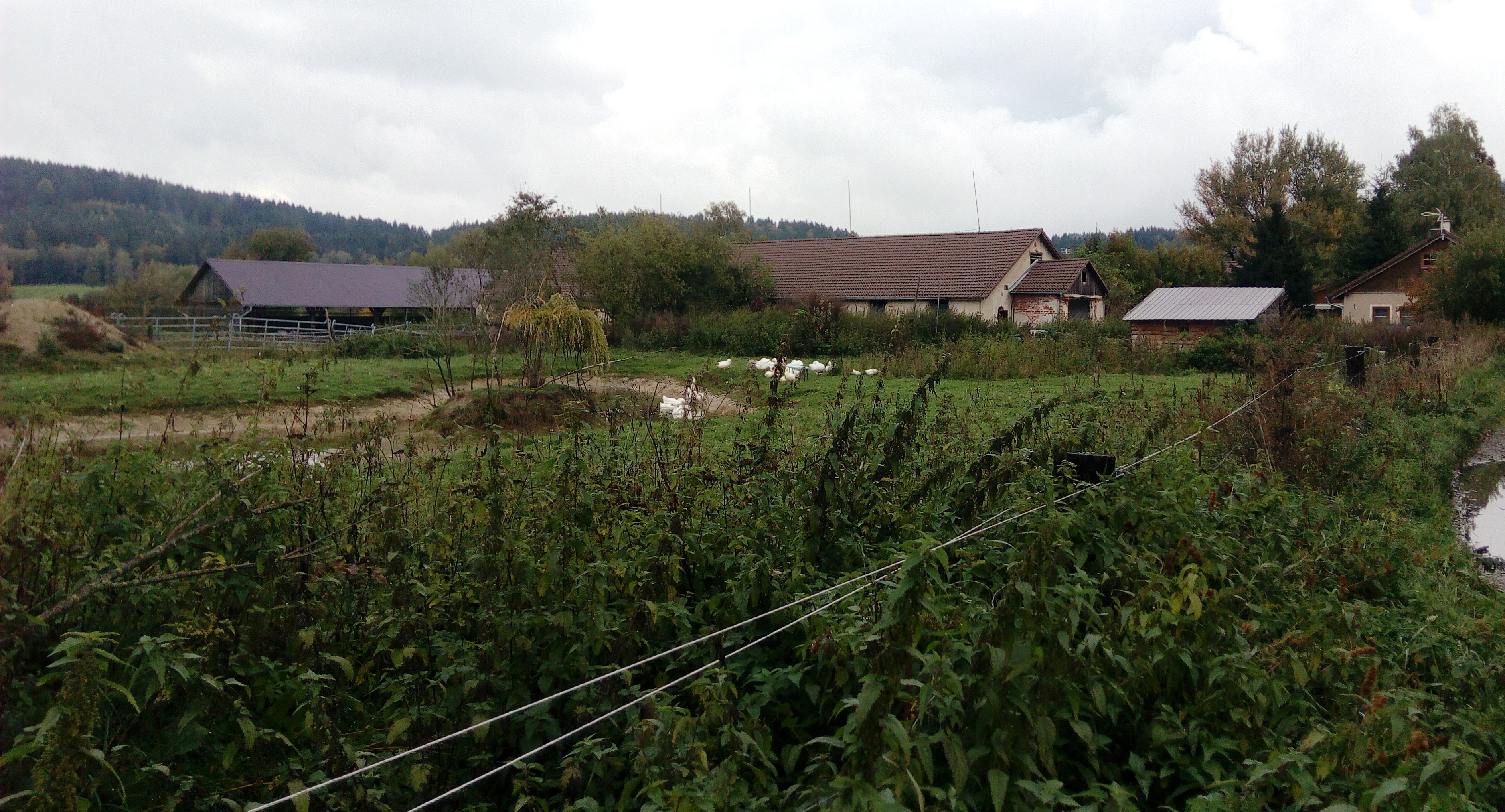
Pohled ke vsi přes chovný rybník